# Windkracht 10
Windkracht 10 is een televisiereeks van 23 afleveringen, die in twee reeksen in 1997 en 1998 (de tweede reeks liep in Nederland tot in 1999) te zien was op de Vlaamse en Nederlandse publieke omroep. Het is een productie van BRTN/VRT, TROS en MMG, naar een idee van Dido, Erwin Provoost en Pierre De Clercq. De reeks speelt zich af in het 40e Smaldeel Heli van de Belgische Luchtmacht op de Basis Koksijde (B Koks). De primaire taak is de redding verzekeren bij een ongeval in de burgerluchtvaart en bij een militair luchtvaartongeval boven Belgisch en Luxemburgs grondgebied. Maar de lijst nevenopdrachten is bijna eindeloos: drenkelingen opsporen en oppikken, patiënten met brandwonden vervoeren naar de verschillende brandwondencentra, schepen in moeilijkheden bijstaan, bewakingsopdrachten langs de kustlijn, opdrachten voor de gerechtelijke dienst of de federale politie, opsporen van milieuvervuilers, vervoer van vips, enzovoort.
Deze fictiereeks speelt zich af op de basis in Koksijde, waar het 40e squadron vliegt met de Westland Sea King Mk48. Per aflevering zijn er een of meerdere scrambles of (reddings)operaties. Een crew (bemanning) bestaat uit zes personen: een boordcommandant, een copiloot, een navigator, een boordtechnicus, een hospik en een duiker. Op de grond wordt de (reddings)operaties geleid door de Wing Operations Officer. Het hele squadron in Koksijde wordt geleid door een Commanding Officer (C.O.).
Ook het privéleven van de redders wordt belicht.

## Rolverdeling

### Hoofdrollen
| Acteur               | Personage                            | Functie                                                     | Graad                              | Periode   | Afleveringen                     |
| -------------------- | ------------------------------------ | ----------------------------------------------------------- | ---------------------------------- | --------- | -------------------------------- |
| Gene Bervoets        | Peter "Ace" Segers                   | Boordcommandant, Commanding Officer, F-16-piloot            | Kapitein-commandant, majoor        | 1997-1998 | 1-18 + 23                        |
| Andrea Croonenberghs | Anne Linders                         | Wing Operations (Wingops) Officer desk meteo s2             | Kapitein                           | 1997-1998 | 1-23                             |
| Huub Stapel          | Dirk De Groot                        | Duiker                                                      | Sergeant der 1e klasse (Nederland) | 1997      | 1-13                             |
| Tom Van Bauwel       | Stef "Junior" Van Looy               | Copiloot, boordcommandant, Apachepiloot                     | Kapitein                           | 1997-1998 | 1-18                             |
| Ludo Busschots       | Patrick "Pat" Adams                  | Boordwerktuigkundige                                        | Adjudant, adjudant-chef            | 1997-1998 | 1-23                             |
| Vic De Wachter       | Robert "Bob" Govaerts                | Boordcommandant 2e seaking crew, C130-piloot                | Kapitein-commandant                | 1997-1998 | 1-11, 13, 18, 23                 |
| Wim Opbrouck         | Nick "Mercator" Bouvry               | Navigator                                                   | Kapitein                           | 1997      | 1-13                             |
| Ann Ceurvels         | Claudia Castel                       | Piloot in opleiding, copiloot, boordcommandant, F-16-piloot | Onderluitenant, luitenant          | 1997-1998 | 3-23                             |
| Marc Van Eeghem      | Kurt "Doc" Leysen                    | Hospik                                                      | 1ste sergeant                      | 1997-1998 | 1-14                             |
| Hilde Heijnen        | Samantha Liekens                     | Desk en meteo                                               | Sergeant                           | 1997-1998 | 1-14, 23                         |
| Tom Van Landuyt      | Jef De Laet                          | Chief Ground Crew (grondmecanicien)                         | Sergeant                           | 1997      | 1-13                             |
| Warre Borgmans       | Jean Louis Hubert "J.L.H." De Jonghe | Commanding Officer                                          | Majoor, Luitenant-kolonel          | 1997-1998 | 1-23                             |
| Rik Launspach        | Ronald Brenneman                     | Duiker                                                      | Sergeant (Nederland)               | 1998      | 14-23                            |
| Koen De Bouw         | Mark Van Houte                       | Copiloot                                                    | Kapitein-commandant                | 1997-1998 | 5 (als Rijkswachter), 18-23      |
| Antje De Boeck       | Yvonne Blauwboer                     | Interim desk                                                | Burger (geen graad)                | 1998      | 18-23                            |
| Dimitri Leue         | Thomas "Tom" Denys                   | Navigator                                                   | Sergeant                           | 1998      | 14-23                            |
| Wim Stevens          | Dany Nuyts                           | Hospik                                                      | 1ste sergeant                      | 1998      | 14-23                            |
| Lucas Van den Eynde  | Walter Heirbaut                      | Dokter Sint-Jozef                                           | Burger (geen graad)                | 1997-1998 | 3 (als F-16-piloot Claude),14-23 |

### 2e Seaking Crew
| Acteur           | Personage | Functie                      | Wanneer |
| ---------------- | --------- | ---------------------------- | ------- |
| Kurt Defrancq    | Bert      | Duiker 2e crew               | 1997    |
| Gert Lahousse    | Mark      | Boordwerktuigkundige 2e crew | 1997    |
| Jan Van Looveren | Wim       | Hospik 2e crew               | 1997    |
| George Arrendell | Steve     | Navigator 2e crew            | 1997    |
| Guy Hellings     | Jos       | Copiloot 2e crew             | 1997    |

### Bijrollen
| Acteur               | Personage                 | Informatie                                                       | Wanneer                            |
| -------------------- | ------------------------- | ---------------------------------------------------------------- | ---------------------------------- |
| Tine Van den Brande  | Lies                      | Vrouw van Patrick Adams                                          | 1997-1998                          |
| Veerle Dobbelaere    | Inez                      | Eigenares van Hotel Apostrof, minnares van Kurt                  | 1997-1998                          |
| Isa Hoes             | Lydia De Laet             | Verpleegster in Sint-Jozef, vrouw van Jef De Laet                | 1997                               |
| Monique van de Ven   | Frederica 'Fred' Beeckman | Nederlandse journaliste                                          | 1997                               |
| Antonie Kamerling    | Mike                      | F-16-piloot                                                      | 1997                               |
| Wim Danckaert        | Luc                       | F-16-piloot                                                      | 1997                               |
| Eddy Kerkhofs        | Rusty                     | F-16-piloot                                                      | 1997                               |
| Chris Thys           | Hélène                    | Vrouw van Bob                                                    | 1997                               |
| Bert Vos             | Lucas Govaerts            | Zoon van Bob                                                     | 1997                               |
| Vicky Florus         | Veerle Govaerts           | Dochter van Bob                                                  | 1997                               |
| Katelijne Verbeke    | Evelyne                   | Vrouw van Jean Louis Hubert                                      | 1997-1998                          |
| Luca Kortekaas       | Sandra De Groot           | Dochter van Dirk                                                 | 1997                               |
| Mark Willems         | Frans de Gruyter          | Duiker                                                           | Stormschade (1997), Airshow (1997) |
| Simon Broeckaert     | Karel Leysen              | Zoon van Kurt en Samantha                                        | 1997-1998                          |
| François Beukelaers  | Generaal-majoor Cassiman  | Schoonvader van Jean Louis Hubert, Bevelhebber van de Luchtmacht | 1997-1998                          |
| Jaak Van Assche      | Padre                     |                                                                  | 1997-1998                          |
| Adriaan Van den Hoof | Soldaat van wacht         |                                                                  | 1998                               |
| Brigitte De Man      | Moeder van Tom            |                                                                  | 1998                               |
| Leslie De Gruyter    | Inspecteur Borremans      | Inspecteur politie Koksijde                                      | 1998                               |

## Personages

### Peter Seghers, commandantGene Bervoets
Als commandant van de 1ste crew is Peter een van de centrale personages. De voormalige F-16-piloot gedraagt zich naar de buitenwereld graag als een macho: naast vliegen houdt hij ook van motoren en vrouwen. Dit wil echter niet zeggen dat de goedlachse piloot het hart niet op de juiste plaats heeft. Zijn grootste prioriteit is het redden van mensen op zee, waardoor hij en zijn crew tot het uiterste gaan. In het begin van de serie komt hij dan ook vaak in aanvaring met zijn CO, Jean-Louis-Hubert De Jonghe. In een discussie begint deze over Peters verleden op F-16.
In zijn privé-leven heeft Peter een verhouding met Anne Linders, die de Wing operations officier van de basis is. Nadat Anne een relatie begint met duiker Dirk vindt Peter troost bij Claudia. Zeker wanneer copiloot Stef een zwaar ongeluk krijgt, waar Peter zich verantwoordelijk voor voelt.

### Anne Linders, kapiteinAndrea Croonenberghs
Als wing operations-officier is Anne verantwoordelijk voor het uitsturen van de helikopters naar hun missie. Anne was verloofd met een F-16-piloot, de beste vriend van Peter. Wanneer deze omkomt bij een noodlanding, groeien Anne en Peter naar elkaar toe. Hoewel de relatie Peter lijkt te helpen in het rouwproces, loopt deze stuk in Koksijde. Waar Anne stabiliteit wil, is Peter vooral op zoek naar actie.
Anne lijkt stabiliteit en rust te vinden bij duiker Dirk, wat Peter na verloop van tijd aanvaardt.

### Robert "Bob" Govaerts, commandantVic De Wachter
Bob is de oudste piloot op de basis. De voormalige C-130-piloot heeft voor zijn Seaking-carrière heel wat vlieguren in Afrika doorgebracht. Hoewel hij er tegenop ziet om met pensioen te gaan, probeert hij er het beste van te maken. Steeds paraat om zijn collega's te helpen, maar ook om een grap uit te halen. Bob is getrouwd met Helène. Samen hebben ze twee puberende kinderen: een dochter en een zoon.

### Patrick "Pat" Adams, adjudant-chefLudo Busschots
Patrick is de flight engineer: de mecanicien aan boord. In de Crew van Peter heeft hij de meeste vlieguren, iets waar hij graag mee te koop loopt. Patrick is van nature nogal opschepperig waardoor zijn collega's hem maar al te graag plagen. In het eerste seizoen wordt zijn vrouw Lies zwanger.

## Locaties
De luchtmachtbasis van Koksijde fungeerde als hoofdlocatie. De binnenopnames, daarentegen, vonden plaats in een studio.
De kerk van Wulpen (Dorpplaats) deed dienst voor de huwelijksmis van Anne en Walter.

## Afleveringen[1]

### Seizoen 1
| Aflevering | Titel                       | Scenario         | Regie             | Uitzenddatum België | Uitzenddatum Nederland |
| ---------- | --------------------------- | ---------------- | ----------------- | ------------------- | ---------------------- |
| 01         | Stormschade                 | Paul Pourveur    | Christian Vervaet | 22 april 1997       | 3 oktober 1997         |
| 02         | Hoog bezoek                 | Carl Joos        | Christian Vervaet | 29 april 1997       | 10 oktober 1997        |
| 03         | Tiger! Tiger!               | Carl Joos        | Dirk Corthout     | 29 april 1997       | 17 oktober 1997        |
| 04         | Fish, Chips & Cockpit Drill | Pierre De Clercq | Dirk Corthout     | 6 mei 1997          | 24 oktober 1997        |
| 05         | Operatie Wash & Go          | Pierre De Clercq | Dirk Corthout     | 13 mei 1997         | 31 oktober 1997        |
| 06         | Geen zee te hoog            | Guy Bernaert     | Freddy Coppens    | 20 mei 1997         | 7 november 1997        |
| 07         | Slagzij                     | Pierre De Clercq | Freddy Coppens    | 27 mei 1997         | 14 november 1997       |
| 08         | Hard tegen hard             | Guy Bernaert     | Erik Van Looy     | 3 juni 1997         | 21 november 1997       |
| 09         | Vriend en vijand            | Pierre De Clercq | Christian Vervaet | 10 juni 1997        | 28 november 1997       |
| 10         | Natte voeten                | Steven R. Thé    | Erik Van Looy     | 17 juni 1997        | 5 december 1997        |
| 11         | Afscheid                    | Steven R. Thé    | Eric Taelman      | 24 juni 1997        | 12 december 1997       |
| 12         | Vergiftigd geschenk         | Carl Joos        | Eric Taelman      | 1 juli 1997         | 19 december 1997       |
| 13         | Airshow                     | Carl Joos        | Freddy Coppens    | 8 juli 1997         | 26 december 1997       |

### Seizoen 2
| Aflevering | Titel                                | Scenario          | Regie         | Uitzenddatum België | Uitzenddatum Nederland |
| ---------- | ------------------------------------ | ----------------- | ------------- | ------------------- | ---------------------- |
| 01         | Water & vuur                         | Pierre De Clercq  | Erik Van Looy | 21 april 1998       | 6 november 1998        |
| 02         | Strepen zijn zilver, zwijgen Is goud | Jan Bergmans      | Erik Van Looy | 28 april 1998       | 13 november 1998       |
| 03         | Nieuwe vaders                        | Carl Joos         | Luc Coghe     | 5 mei 1998          | 20 november 1998       |
| 04         | Overboord                            | Mark De Wit       | Luc Coghe     | 12 mei 1998         | 27 november 1998       |
| 05         | Reünie                               | Jan Bergmans      | Luc Coghe     | 19 mei 1998         | 4 december 1998        |
| 06         | Vriend in nood                       | Nancy Van Beersel | Mark De Geest | 26 mei 1998         | 11 december 1998       |
| 07         | Een vrije dag                        | Pierre De Clercq  | Mark De Geest | 2 juni 1998         | 18 december 1998       |
| 08         | Kwaad bloed                          | Jan Bergmans      | Mark De Geest | 9 juni 1998         | 25 december 1998       |
| 09         | Wie zoet is, krijgt lekkers          | Carl Joos         | Peter Rondou  | 16 juni 1998        | 1 januari 1999         |
| 10         | Twee huwelijken en een scramble      | Pierre De Clercq  | Peter Rondou  | 23 juni 1998        | 8 januari 1999         |

## Merchandise

### Soundtrack
In totaal verschenen er 3 cd's met de muziek van de televisiereeks, alsook enkele cd-singles.

#### Soundtrack-cd's
- Windkracht 10: De muziek uit de TV-serie (1997)
- Windkracht 10: De muziek uit de TV-serie (deel 2) (1998)
- Windkracht 10: De ultieme collectie (1999)

#### Cd-singles
- Piet Van Den Heuvel - The Go-Between (1997)
- Barbara Dex - Don't Run Away (1997)
- Together (1997)
- Andrea Croonenberghs - Deep In Your Heart (1998)
- Fonny De Wulf - De Windkracht 10 Hymne (1998)
- Wim Stevens, Ann Ceurvels & Koen De Bouw - I Believe In Friends (1998)
- Fonny De Wulf - Windkracht 10 De Hymne - Version 99 (DJ Springer Remix) (1999)

### Dvd's
De afleveringen zijn nu ook beschikbaar in 2 dvd-boxen. Ook staan er een aantal extra's op de dvd's zoals interviews uit andere televisieprogramma's.
- Windkracht 10 - Reeks 1 (4 dvd's) (2003)
- Windkracht 10 - Reeks 2 (3 dvd's) (2004)

### Strips
Gebaseerd op de televisiereeks werden 2 stripverhalen gemaakt.
Scenario: Hans Snauwaert, Jan Bergmans en Johan Vandevelde. Tekeningen en inkleuring: Patriek Roelens.
1. De hemel in de hel (ISBN 90-633-4499-6)
2. Gevaar onder water

Vanwege de slechte verkoop bleef het bij 2 verhalen.

### Modelbouw
Heller bracht een plastic modelbouwkit (nr. 80334) op de markt van een Westland Sea King op schaal 1/72. In de doos waren 'decals' voorzien om er een echte Windkracht 10 helikopter van te maken.

## Film

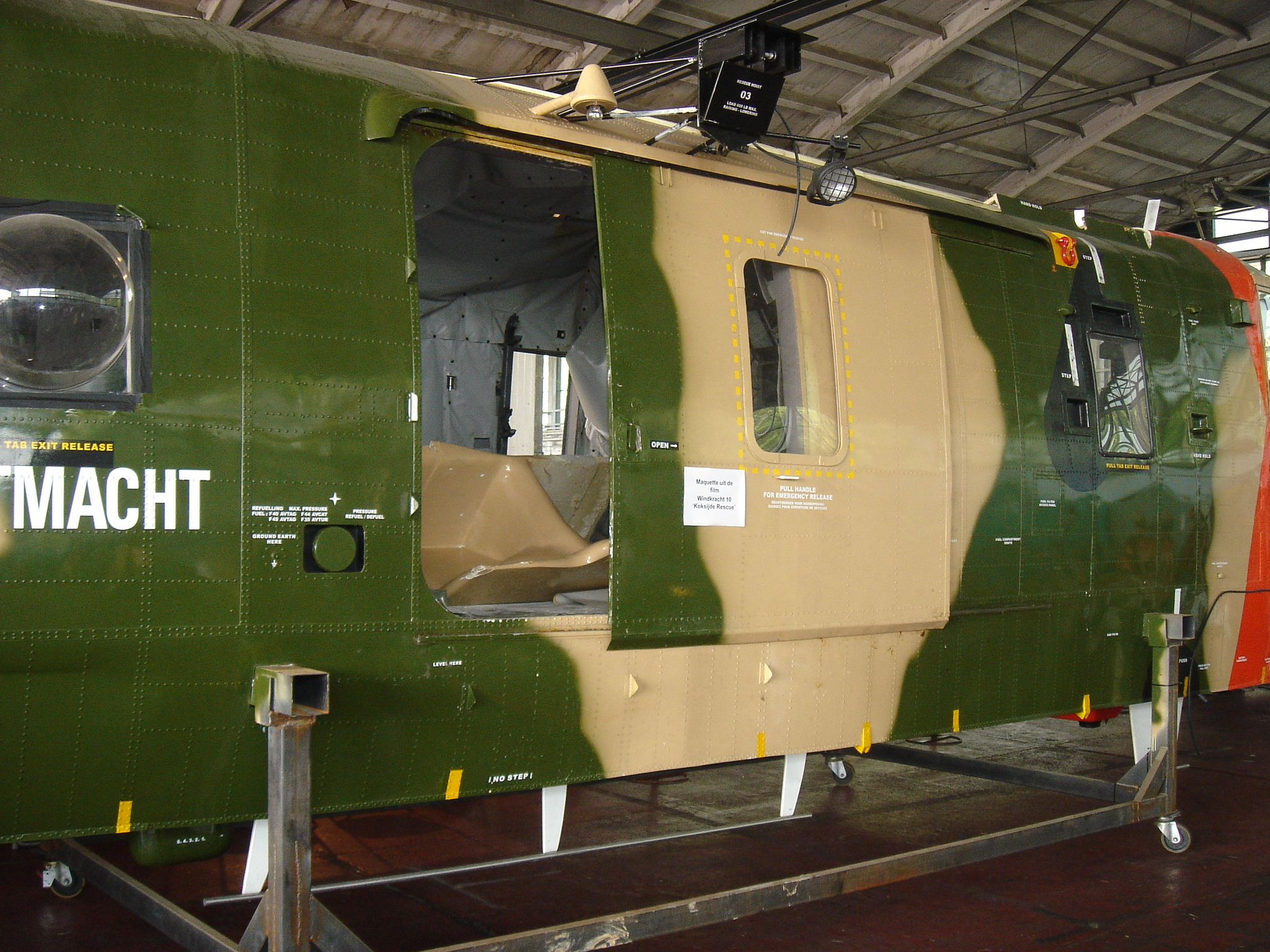
Maquette van een Sea King, gebruikt in de film

Tien jaar na de succesvolle serie Windkracht 10, kwam er ook een film rond de helikopterhelden van het 40e Smaldeel uit.
Windkracht 10: Koksijde Rescue, zoals de film voluit heet, is volgens producer Erwin Provoost de eerste Vlaamse spektakelfilm. De film gaat over duiker Rick (Kevin Janssens) die tegen zijn zin naar Koksijde wordt gemuteerd en daar een team vormt met Alex (Veerle Baetens).
De film ging in oktober 2006 in première tijdens het filmfestival in Gent, dat jaar haalde het 225.000 bezoekers en werd daarmee de best bezochte speelfilm.
Op 28 november 2007 werd bekendgemaakt dat de film verkocht werd aan distributeurs uit Amerika (MTI), China (DD Dream), Taiwan (Jiant Pictures) en Latijns-Amerika (America Video Film).
De film werd in december 2008 door de VRT ook uitgezonden als driedelige TV-serie, waarbij extra materiaal gebruikt werd.